# جلزی
جلزی (به ایتالیایی: Jelsi) یک کومونه در ایتالیا است که در استان کامپوباسو واقع شده‌است.

## خصوصیات
جلزی ۲۸٫۵ کیلومترمربع مساحت و ۱٬۸۶۰ نفر جمعیت دارد.